# 凝固点
凝固点（、英: freezing point）とは、液体が凝固し固化する温度のことを言い、相転移点の一種である。なお、水が凍る温度のことは氷点（）とも言う。ヒステリシスが無い場合には融点（固体が融解する温度）と一致する。